# Phaonia yaluensis
Phaonia yaluensis este o specie de muște din genul Phaonia, familia Muscidae, descrisă de Ma în anul 1992. Conform Catalogue of Life specia Phaonia yaluensis nu are subspecii cunoscute.